# Parti social-démocrate (Islande)
Pour les articles homonymes, voir Parti social-démocrate.
Le Parti social-démocrate (en islandais : Alþýðuflokkurinn, abrégé en A ou AF) est l’ancien parti socialiste islandais, fondé en 1916.
Dans un premier temps assez défavorable à l’intégration dans l’Union européenne, il est ensuite devenu un partisan de l’adhésion de l’Islande. Il représente en général moins de 20 % des électeurs et a été ultérieurement affaibli par le départ de l’aile gauche du parti, qui a fondé l’Éveil de la nation, notamment pour protester contre la participation du Parti social-démocrate à une coalition de gouvernement de 1991 à 1995, avec le Parti de l'indépendance. Ce n’est qu’avec le retour dans l’opposition qu’une partie de ses anciens membres est revenue au sein du parti.
En mai 2000, il fusionne avec d'autres partis pour devenir le parti Alliance.

## Résultats électoraux

### Législatives
| Élection    | Voix   | %    | Sièges  | Position |
| ----------- | ------ | ---- | ------- | -------- |
| 1934        | 11 269 | 21,7 | 10 / 49 | 3e       |
| 1937        | 11 084 | 19,0 | 8 / 49  | 3e       |
| 1942 (Juil) | 8 979  | 15,4 | 6 / 49  | 4e       |
| 1942 (oct)  | 8 455  | 14,2 | 7 / 52  | 4e       |
| 1946        | 11 914 | 17,8 | 9 / 52  | 4e       |
| 1949        | 11 937 | 16,5 | 7 / 52  | 4e       |
| 1953        | 12 093 | 15,6 | 6 / 52  | 4e       |
| 1956        | 15 153 | 18,3 | 8 / 52  | 3e       |
| 1959 (juin) | 10 632 | 12,5 | 6 / 52  | 4e       |
| 1959 (oct)  | 12 909 | 15,2 | 9 / 60  | 4e       |
| 1963        | 12 697 | 14,2 | 8 / 60  | 4e       |
| 1967        | 15 059 | 15,7 | 9 / 60  | 4e       |
| 1971        | 11 020 | 10,5 | 6 / 60  | 4e       |
| 1974        | 10 345 | 9,1  | 5 / 60  | 4e       |
| 1978        | 26 912 | 22,0 | 14 / 60 | 3e       |
| 1979        | 21 580 | 17,4 | 10 / 60 | 4e       |
| 1983        | 15 214 | 11,7 | 6 / 60  | 4e       |
| 1987        | 23 265 | 15,2 | 10 / 63 | 3e       |
| 1991        | 24 459 | 15,5 | 10 / 63 | 3e       |
| 1995        | 18 846 | 11,4 | 7 / 63  | 4e       |